# 愛なき森で叫べ
『愛なき森で叫べ』は、園子温監督、椎名桔平主演で2019年10月11日に配信開始されたNetflixオリジナル映画。4KHDR作品。実際に起こった事件（北九州監禁殺人事件）に着想を得た作品。

## あらすじ
上京してきたばかりのシンは、知り合った仲間たちと自主映画を作ることになり、メンバーの妙子を通して、友人の美津子を狙う詐欺師・村田丈の存在を知る。村田は見た目は明るく魅力的だが、巧みな話術と大胆な行動で他者の心を操る冷酷な人物。
映画は村田をモデルに彼の罪を暴こうとするが、シン達は逆に村田のペースに乗せられ、予想もつかない惨劇が始まってしまう。シンと美津子を連れて逃げ延びた村田は、美津子の家族を巧みに洗脳し金を奪い、被害者を互いに殺し合わせるのだった。

## キャスト
- 村田丈：椎名桔平
- シン：満島真之介[4]
- 水島妙子：日南響子
- 尾沢美津子：鎌滝えり
- エイコ：川村那月
- 尾沢アミ：中屋柚香
- ジェイ：YOUNG DAIS
- フカミ：長谷川大
- 尾沢アズミ：真飛聖
- 尾沢茂：でんでん
- 水島町子：藤井千帆
- その他：佐野岳、九十九一、池田良、信太昌之、河屋秀俊、間瀬翔太、水野悠希、薬丸翔、谷風作、シン・シミズ、夢野いづみ、大和、アシダユウキ、小橋秀行、サイボーグかおり、旭桃果、石川路子、小池由、澤真希、星川祐樹

## スタッフ
- 脚本・監督：園子温
- 撮影：谷川創平
- Bカメラ：新島克則
- 照明：李家俊理
- 美術：松塚隆史
- 装飾：徳田あゆみ
- 録音：山口満大、西條博介
- 整音：小宮元
- 音響効果：渋谷圭介
- 編集：園子温、増田嵩之
- 音楽：加藤賢二
- 音楽プロデューサー：菊地智敦
- 衣裳：田口慧
- ヘアメイク：佐々木弥生
- 特殊メイク・造型：梅沢壮一
- キャスティング：下鳥真沙
- 助監督：松尾大輔
- 制作担当：山内遊
- バイオレンス監修：坂口拓
- ラインプロデューサー：鈴木剛
- プロデューサー：武藤大司
- エグゼクティブプロデューサー：坂本和隆、後藤太郎
- 制作：TKD

## ドラマシリーズ
2020年4月30日にはドラマシリーズ『愛なき森で叫べ: Deep Cut』がNetflixから配信された。全7話。本作はもともとドラマシリーズとして企画、撮影されており、152分の映画版では落された過激描写などを含めた部分が追加、再編集されている。また、スタッフロール冒頭には「遠藤ミチロウに捧ぐ」と記述された。
第4話ではエンディング曲として珠麟 -しゅりん-（水島妙子役で出演している日南響子の音楽活動をする際の別名義）「さよならミッドナイト．」が使用されている。
- 第1話 連続殺人鬼あらわる（51分）
- 第2話 殺人鬼は目の前にいる（33分）
- 第3話 あいつが殺人鬼だ（40分）
- 第4話 どしゃ降りがやってくる（40分）
- 第5話 人殺しは誰だ（39分）
- 第6話 狂った家族（32分）
- 第7話 すべては愛なき森の中に（47分）

## 家賃3部作
園子温監督による実際の事件をベースとした3シリーズ
- 冷たい熱帯魚 - 1993年に埼玉県熊谷市で発生した埼玉愛犬家連続殺人事件がベースとなっている映画である。
- 恋の罪 - 1997年に東京都で発生した東電OL殺人事件がベースとなっている映画である。
- 愛なき森で叫べ - 2002年から福岡県北九州市で発生した北九州監禁殺人事件がベースとなっている映画である。